# Silene chromodonta
Silene chromodonta là loài thực vật có hoa thuộc họ Cẩm chướng. Loài này được Boiss. & Reut. miêu tả khoa học đầu tiên năm 1854.